# Spar
SPAR — нідерландська міжнародна мережа крамниць-супермаркетів зі штаб-квартирою в Амстердамі. Є закупівельним кооперативом — роздрібні торговці групуються під єдиним брендом з метою отримання найбільш вигідних умов від постачальників.

## Історія
SPAR був заснований в 1932 році Адріаном ван Велл як добровільна мережа бакалійників під назвою «De SPAR». Основна мета — зберегти кооперацію між незалежними гуртовими компаніями та рітейлерами у відповідь на появу великих торгових мереж в Європі. Назва мережі склалося з перших літер девізу: «Door Eendrachting Samenwerken Profiteren Allen Regelmating», що в перекладі означає «Всі ми виграємо від співпраці».
Концепція Spar почала поширюватися за межами Голландії тільки в кінці 1940-х років, другою країною стала Бельгія. Протягом 1950-х років концепція Spar швидко поширилася по всій Європі. У 1953 році був створений Spar International, першим президентом якого став Адріан ван Велл, а в 1957 році в Голландії відбувся перший міжнародний конгрес Spar.
Під час повномасштабного вторгнення військ РФ до України 2022 року компанія нібито відмовилась зупиняти роботу на російському ринку та приєднатись до бойкоту путінського режиму. Проте насправді компанія SPAR International припинила все постачання продукції та ділові операції з юридичними особами в Росії після вторгнення російських військ в Україну. SPAR International не має інвестицій, активів чи власності у капіталі в Росії, а також не володіє і не керує жодними магазинами в Росії. Крім того, партнери SPAR по всій Європі прийняли рішення вилучити російську продукцію з продажу і, в свою чергу, активно працюють над тим, щоби закуповувати більше продуктів від українських компаній і постачальників.

## Діяльність

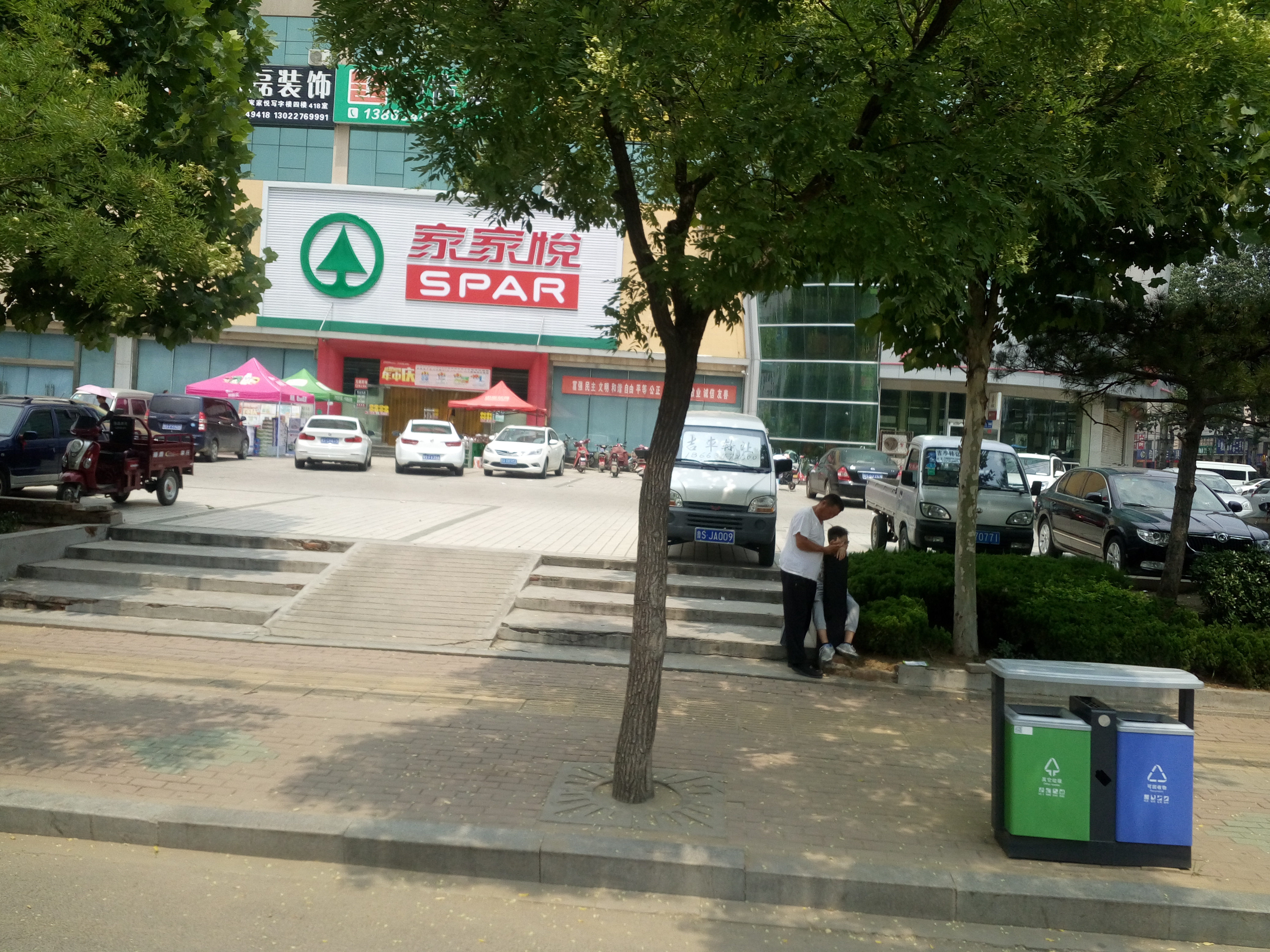
Магазин Spar у Лайву, КНР

«SPAR International» об'єднує під своєю вивіскою понад 15 000 магазинів в 48 країнах світу (в основному країни Європи, але також і ПАР, Австралія, Аргентина). Основні формати: «SPAR» (торгова площа 500—1000 м²) і «EuroSpar» (1000-3000 м²).
Загальний товарообіг мережі — понад 27 млрд євро на рік.
В Україні мережа розвивається в 4 торгових форматах: «SPAR Express» (магазини біля дому торговою площею до 200 м²), «SPAR» (супермаркети 200—800 м²), «Eurospar» (супермаркети 800-3000 м²), «Interspar» (гіпермаркети понад 3000 м²). Станом на 2011 рік в Україні працювало 36 супермаркетів цієї мережі. Із січня 2017 року SPAR розвивається і в Україні як один з бізнес-напрямків діяльності Інвестиційної Групи VolWest Group, що має багаторічний досвід успішної реалізації різноманітних проєктів, зокрема, і у галузі рітейлу в Україні.